# Octombrie 2009
Kwabs
Acest articol este generat integral pe baza informațiilor din articolul 2009 și este actualizat periodic de un robot.
 Editările făcute în articol vor fi șterse la următoarea actualizare! Dacă doriți să faceți modificări, editați articolul-sursă.

ianuarie -
februarie -
martie -
aprilie -
mai -
iunie -
iulie -
august -
septembrie -
octombrie -
noiembrie -
decembrie
Octombrie 2009 a fost a zecea lună a anului și a început într-o zi de joi.

## Evenimente
- 1 octombrie: Mircea Geoană anunță că toți miniștrii PSD demisionează din Guvern în urma revocării din funcția de ministru de interne a lui Dan Nica.
- 2 octombrie: La cea de-a 121 sesiune a Comitetului Internațional Olimpic de la Copenhaga, Danemarca, Rio de Janeiro a fost aleasă gazda Jocurilor Olimpice de vară din 2016.
- 2 octombrie: În Irlanda, 67,13% dintre alegători au votat pentru ratificarea Tratatului de la Lisabona.
- 8 octombrie: Herta Müller, scriitoare și traducătoare germană originară din România, este laureată a Premiului Nobel.
- 8 octombrie: Echipa României a câștigat medalia de aur în proba masculină de sabie din cadrul Campionatelor Mondiale de scrimă din Antalya. Acesta este primul titlu mondial cucerit de România la un sport olimpic, în anul 2009.
- 13 octombrie: În România, Guvernul Emil Boc (1) a fost demis în urma moțiunii de cenzură intitulată „11 împotriva României”, inițiată  de PNL și UDMR și susținută de PSD, cu 254 voturi „pentru” și 176 „împotrivă”.[1] A fost primul guvern din istoria României post-comuniste care a căzut în urma unei moțiuni de cenzură.
- 15 octombrie: Președintele României, Traian Băsescu îl desemnează pentru a forma un nou guvern pe Lucian Croitoru [2] însă Parlamentul nu a validat guvernul format de el.
- 22 octombrie: Compania americană Microsoft a lansat pe piață noul sistem de operare Windows 7.

## Decese
- 1 octombrie: Guido Jendritzko, 84 ani, sculptor, pictor și fotograf german (n. 1925)
- 1 octombrie: Kazumi Takada, 58 ani, fotbalist japonez (atacant), (n. 1951)
- 2 octombrie: Marek Edelman, 90 ani, politician și activist polonez de etnie evreiască (n. 1922)
- 2 octombrie: Rolf Rüssmann, 58 ani, fotbalist german (n. 1950)
- 3 octombrie: Louis Vasile Pușcaș, 94 ani, episcop român (n. 1915)
- 4 octombrie: Ernő Kolczonay, 56 ani, sportiv maghiar (scrimă), (n. 1953)
- 5 octombrie: Israel Gelfand, 96 ani, matematician rus de etnie evreiască (n. 1913)
- 5 octombrie: Giselher Wolfgang Klebe, 84 ani, compozitor german (n. 1925)
- 7 octombrie: Irving Penn, 92 ani, fotograf american (n. 1917)
- 7 octombrie: Pedro Elias Zadunaisky, 91 ani, matematician și astronom argentinian (n. 1917)
- 8 octombrie: Torsten Reißmann, 53 ani, sportiv german (judo), (n. 1956)
- 12 octombrie: Israel Gohberg, 81 ani, matematician rus (n. 1928)
- 13 octombrie: Paul Barbăneagră, 80 ani, regizor și actor francez de etnie română (n. 1929)
- 17 octombrie: Diana Elles, 88 ani, politiciană britanică (n. 1921)
- 17 octombrie: Rosanna Schiaffino, 69 ani, actriță italiană (n. 1938)
- 18 octombrie: Ion Cojar, 78 ani, regizor român de teatru, fondatorul școlii românești de metodă în arta actorului ca artă a trăirii scenice (n. 1931)
- 18 octombrie: Ovidiu Mușetescu, 54 ani, om politic român (1990-2003), (n. 1955)
- 18 octombrie: Mac Tonnies, 34 ani, scriitor american (n. 1975)
- 19 octombrie: Radu Timofte, 60 ani, director al SRI (2001-2006), (n. 1949)
- 20 octombrie: Attila Dargay, 82 ani, artist de benzi desenate și animator maghiar (n. 1927)
- 21 octombrie: Costel Gheorghiu, 53 ani, deputat român (1990-1992), (n. 1956)
- 23 octombrie: Lou Jacobi, 95 ani, actor canadian (n. 1913)
- 25 octombrie: Mihail Melniciuc, 61 ani, politician ucrainean (n. 1948)
- 25 octombrie: Heinz-Klaus Metzger, 77 ani, muzicolog german (n. 1932)
- 25 octombrie: Thea Segall, 80 ani, fotografă română (n. 1929)
- 26 octombrie: Daniel Acharuparambil, 70 ani, episcop indian (n. 1939)
- 26 octombrie: Béla Jánky, 78 ani, poet și traducǎtor român de etnie maghiară (n. 1931)
- 26 octombrie: Yoshirō Muraki, 85 ani, scenograf japonez (n. 1924)
- 27 octombrie: Tapani Aartomaa, 74 ani, designer finlandez (n. 1934)
- 28 octombrie: Emil Muntean, 76 ani, matematician și informatician român (n. 1933)
- 29 octombrie: Jean-François Bergier, 77 ani, istoric elvețian (n. 1931)
- 29 octombrie: Teofil Părăian (n. Ioan Părăian), 80 ani, duhovnic român la Sâmbăta de Sus, jud. Brașov (n. 1929)
- 30 octombrie: Claude Lévi-Strauss, 100 ani, antropolog francez (n. 1908)